# Gerhard Latzel
Gerhard Paul Latzel (* 28. August 1912 in Breslau; † 14. September 1980 im Altmühltal) war ein deutscher Komponist im Schach.

## Schachkomposition
Mit 15 Jahren begann Latzel, Schachaufgaben zu komponieren. 1930 wurde Latzel Mitglied der Vereinigung Die Schwalbe und war einige Zeit Kassenwart. In der Schachspalte der Lippischen Landes-Zeitung war er für Schachkomposition zuständig.
1958 wurde er zum Internationalen Preisrichter für Schachkomposition ernannt. Neben zahlreichen Zweizügern komponierte er Mehrzüger, später erarbeitete er auch Hilfsmattaufgaben. Viele wurden in die FIDE-Alben aufgenommen, hier kam er auf 29,5 Punkte. Dafür wurde er 1975 Internationaler Meister für Schachkompositionen.
|   | a | b | c | d | e | f | g | h |   |
| 8 |   |   |   |   |   |   |   |   | 8 |
| 7 |   |   |   |   |   |   |   |   | 7 |
| 6 |   |   |   |   |   |   |   |   | 6 |
| 5 |   |   |   |   |   |   |   |   | 5 |
| 4 |   |   |   |   |   |   |   |   | 4 |
| 3 |   |   |   |   |   |   |   |   | 3 |
| 2 |   |   |   |   |   |   |   |   | 2 |
| 1 |   |   |   |   |   |   |   |   | 1 |
|   | a | b | c | d | e | f | g | h |   |

Lösung:
Springerabzüge (außer 1. Sxd6) drohen 2. De4 matt. Acht Springerabzüge sind möglich („Springerrad“), aber nur einer führt zum Ziel. Alle anderen werden jeweils nur durch eine schwarze Verteidigung widerlegt, die sich in keiner Variante wiederholt.
1. Sg5! droht 2. De4 matt, 1. … d5 2. Df6 matt
Es scheitert

1. Sxg3? Kf4

1. Sf2? gxf2

1. Sd2? Ke6

1. Sc3? Kd4

1. Sc5? dxc5

1. Sxd6? g2

1. Sf6? d5

## Privates
Latzel war von Beruf Obersteuerrat.
1980 war Latzel bei der FIDE-Tagung in Wiener Neustadt. Bei seiner Rückkehr fuhr er über die Autobahn, wo im Altmühltal ein Stau entstanden war. Ein Pferd geriet dort in Panik und trat Latzel in seinem Auto tödlich an den Kopf.

## Weblink
- Kompositionen von Gerhard Latzel auf dem PDB-Server

| Personendaten    | Personendaten             |
| ---------------- | ------------------------- |
| NAME             | Latzel, Gerhard           |
| ALTERNATIVNAMEN  | Latzel, Gerhard Paul      |
| KURZBESCHREIBUNG | deutscher Schachkomponist |
| GEBURTSDATUM     | 28. August 1912           |
| GEBURTSORT       | Breslau                   |
| STERBEDATUM      | 14. September 1980        |
| STERBEORT        | Altmühltal                |